# Szczukowo
Szczukowo (kaszub. Szczukòwò) – kolonia w Polsce, w województwie pomorskim, w powiecie kartuskim, w gminie Stężyca, jest częścią składową sołectwa Gapowo.
Do 2023 miejscowość była częścią wsi Gapowo.
W latach 1975–1998 Szczukowo administracyjnie należało do województwa gdańskiego.
Szczukowo 31 grudnia 2011 r. miało 30 stałych mieszkańców.